# 埃爾加高地
69°39′S 70°43′W / 69.650°S 70.717°W
埃爾加高地（英語：Elgar Uplands）是南極洲的高地，位於亞歷山大一世島北部，南面是蘇利文冰川，海拔高度1,900米，在1937年由英國探險隊拍攝空中照片。